# Yaw Annor
Yaw Annor (Ho, 3 dicembre 1997) è un calciatore ghanese con cittadinanza togolese, attaccante del National Bank of Egypt e della nazionale togolese.

## Biografia
È nato a Ho, da padre ghanese e madre togolese.

## Caratteristiche tecniche
È un'ala sinistra.

## Carriera
Dopo aver disputato alcuni incontri con il Ghana Under-17, nel 2022 accetta la convocazione da parte della nazionale togolese. Esordisce in nazionale il 27 settembre 2022 contro la Guinea Equatoriale in amichevole, subentrando al 66' al posto di David Henen.

## Statistiche

### Presenze e reti nei club
Statistiche aggiornate al 27 gennaio 2023.
| Stagione        | Squadra         | Campionato      | Campionato | Campionato | Coppe nazionali | Coppe nazionali | Coppe nazionali | Coppe continentali | Coppe continentali | Coppe continentali | Altre coppe | Altre coppe | Altre coppe | Totale | Totale |
| Stagione        | Squadra         | Comp            | Pres       | Reti       | Comp            | Pres            | Reti            | Comp               | Pres               | Reti               | Comp        | Pres        | Reti        | Pres   | Reti   |
| --------------- | --------------- | --------------- | ---------- | ---------- | --------------- | --------------- | --------------- | ------------------ | ------------------ | ------------------ | ----------- | ----------- | ----------- | ------ | ------ |
| 2022-2023       | Ismaily         | PL              | 13         | 2          | CE              | 0               | 0               | -                  | -                  | -                  | -           | -           | -           | 13     | 2      |
| Totale carriera | Totale carriera | Totale carriera | 13         | 2          |                 | 0               | 0               |                    | -                  | -                  |             | -           | -           | 13     | 2      |

### Cronologia presenze e reti in nazionale
| Cronologia completa delle presenze e delle reti in nazionale ― Togo | Cronologia completa delle presenze e delle reti in nazionale ― Togo | Cronologia completa delle presenze e delle reti in nazionale ― Togo | Cronologia completa delle presenze e delle reti in nazionale ― Togo | Cronologia completa delle presenze e delle reti in nazionale ― Togo | Cronologia completa delle presenze e delle reti in nazionale ― Togo | Cronologia completa delle presenze e delle reti in nazionale ― Togo | Cronologia completa delle presenze e delle reti in nazionale ― Togo |
| Data                                                                | Città                                                               | In casa                                                             | Risultato                                                           | Ospiti                                                              | Competizione                                                        | Reti                                                                | Note                                                                |
| ------------------------------------------------------------------- | ------------------------------------------------------------------- | ------------------------------------------------------------------- | ------------------------------------------------------------------- | ------------------------------------------------------------------- | ------------------------------------------------------------------- | ------------------------------------------------------------------- | ------------------------------------------------------------------- |
| 27-9-2022                                                           | Casablanca                                                          | Guinea Equatoriale                                                  | 2 – 2                                                               | Togo                                                                | Amichevole                                                          | -                                                                   | 66’                                                                 |
| 21-11-2023                                                          | Lomé                                                                | Togo                                                                | 0 – 0                                                               | Senegal                                                             | Qual. Mondiali 2026                                                 | -                                                                   | 63’ 90+5’                                                           |
| 22-3-2024                                                           | Mohammedia                                                          | Niger                                                               | 1 – 2                                                               | Togo                                                                | Amichevole                                                          | -                                                                   | 37’                                                                 |
| 26-3-2024                                                           | Casablanca                                                          | Togo                                                                | 1 – 1                                                               | Libia                                                               | Amichevole                                                          | -                                                                   | 71’                                                                 |
| 5-6-2024                                                            | Lomé                                                                | Togo                                                                | 1 – 1                                                               | Sudan del Sud                                                       | Qual. Mondiali 2026                                                 | -                                                                   | 88’                                                                 |
| 9-6-2024                                                            | Kinshasa                                                            | RD del Congo                                                        | 1 – 0                                                               | Togo                                                                | Qual. Mondiali 2026                                                 | -                                                                   | 68’                                                                 |
| 13-11-2024                                                          | Monrovia                                                            | Liberia                                                             | 1 – 0                                                               | Togo                                                                | Qual. Coppa d'Africa 2025                                           | -                                                                   | 64’                                                                 |
| 17-11-2024                                                          | Lomé                                                                | Togo                                                                | 3 – 0                                                               | Guinea Equatoriale                                                  | Qual. Coppa d'Africa 2025                                           | 2                                                                   | 65’                                                                 |
| 22-3-2025                                                           | Lomé                                                                | Togo                                                                | 2 – 2                                                               | Mauritania                                                          | Qual. Mondiali 2026                                                 | -                                                                   | 61’                                                                 |
| 25-3-2025                                                           | Dakar                                                               | Senegal                                                             | 2 – 0                                                               | Togo                                                                | Qual. Mondiali 2026                                                 | -                                                                   | 60’                                                                 |
| Totale                                                              |                                                                     | Presenze                                                            | 10                                                                  |                                                                     | Reti                                                                | 2                                                                   |                                                                     |

## Palmarès

### Club

#### Competizioni nazionali
- Coppa di Ghana: 1

Bechem United: 2016

### Individuale
- Capocannoniere della Coppa di Ghana: 1[7]

2016 (4 gol)
- Capocannoniere del campionato ghanese: 1[8]

2021-2022 (24 gol)